# کانون وکلای دادگستری هنگ کنگ
کانون وکلای هنگ کنگ (HKBA) یک نهاد نظارتی حرفه ای برای وکلای دادگستری در هنگ کنگ است. انجمن حقوقی هنگ کنگ یک انجمن معادل وکالت در هنگ کنگ است.

## تاریخ
کانون وکلای هنگ کنگ در سال ۱۹۴۹ تأسیس شد. با این حال، یک آگهی روزنامه از مارس ۱۹۴۸ بنیان انجمن را در ۱۲ مارس ۱۹۴۸ با انتخاب آقای الدون پاتر به عنوان رئیس کل، آقای HD Sheldon به عنوان رئیس و آقای پرسی چن به عنوان وزیر خزانه داری انتخاب می‌کند. دفاتر انجمن در دفاتر آقای چن در ساختمان پرنس، هنگ کنگ قرار داشتند.

## نقش
کانون وکلای هنگ کنگ معمولاً در مورد همه مواردی که در حرفه حقوقی و اجرای عدالت تأثیر می‌گذارند در نظر گرفته و اقدامات مناسب را انجام می‌دهند. این شامل:
حفظ افتخار و استقلال؛
بهبود اجرای عدالت در هنگ کنگ.
تجویز قواعد رفتار حرفه ای، نظم و قوانین و مقررات؛
ارتقاء روابط خوب و تفاهم در حرفه حقوقی.

## مسیر ورود
دانش آموزان ابتدا باید یک مدرک اصلی رشته حقوق مانند لیسانس حقوق (LLB)، جی‌دی (JD) را گذرانده یا از یک دوره اول دیگر با امتحان حرفه ای مشترک (CPE) ارایه کنند.
آنها سپس باید گواهینامه تحصیلات تکمیلی در رشته حقوق (PCLL) را در دانشگاه هنگ کنگ، دانشگاه شهر هنگ کنگ یا دانشگاه چین در هنگ کنگ تکمیل کنند.